# American Horror Story: Coven
American Horror Story: Coven es la tercera temporada de la serie de televisión de horror, American Horror Story. Se estrenó el 9 de octubre de 2013, y concluyó el 29 de enero de 2014. La temporada se lleva a cabo en el año 2013, en Nueva Orleans, y sigue un aquelarre de las brujas de Salem en su lucha por la supervivencia. También cuenta con flashbacks a los años 1830, 1910 y 1970.
Miembros del reparto de la temporada anterior de la serie regresan para esta temporada, tal como: Robin Bartlett, Frances Conroy, Jessica Lange, Sarah Paulson, Evan Peters y Lily Rabe. Taissa Farmiga, Jamie Brewer, Denis O'Hare, y Alexandra Breckenridge también vuelven a la serie, luego de participar en la primera temporada de la serie.
Al igual que las temporadas pasadas, Coven recibió críticas positivas, y cifras de audiencia fuertes, con el primer episodio de la temporada atrayendo a 5,54 millones de espectadores. La temporada recibió 17 nominaciones a los Premios Emmy, incluyendo el «premio a la mejor miniserie», y cinco nominaciones a las actuaciones víde Jessica Lange, Sarah Paulson, Angela Bassett, Frances Conroy, y Kathy Bates, con Lange y Bates ganando sus respectivas categorías de actuación. Además, Coven fue nominada para la mejor miniserie o telefilme en los Premios Globo de Oro.
En la quinta temporada de la serie, Hotel, Gabourey Sidibe repitió su rol como Queenie en el undécimo episodio de la temporada, «Battle Royale». La octava temporada de la serie, Apocalypse es un cruce entre esta y la primera temporada Murder House y contó con los regresos de Sarah Paulson, Frances Conroy, Emma Roberts, Taissa Farmiga, Gabourey Sidibe, Lily Rabe y Stevie Nicks con sus personajes; Cordelia Goode, Myrtle Snow, Madison Montgomery, Zoe Benson, Quennie (que ya apareció en Hotel), Misty Day y Stevie Nicks (ella misma), respectivamente.

## Trama
La trama cuenta la historia secreta de las brujas y la brujería en América. Más de 300 años han pasado desde los días turbulentos de los juicios de Salem y las que lograron escapar ahora se encuentran en peligro de extinción. Misteriosos ataques han ido en aumento en contra los de su clase y las jóvenes están siendo enviadas a una especie de escuela especial en Nueva Orleans para aprender a protegerse a sí mismas. Envuelta en un torbellino ocurre la llegada de Zoe (Taissa Farmiga), quien alberga un aterrador secreto. Alarmada por la reciente agresión a las de su clase, Fiona (Jessica Lange), la actual Suprema llega de nuevo a la ciudad a proteger el aquelarre y decidida a diezmar a cualquiera que se interponga en su camino.

## Elenco y personajes

### Personajes principales
- Sarah Paulson como Cordelia Foxx (13 episodios)
- Taissa Farmiga como Zoe Benson (13 episodios)
- Frances Conroy como Myrtle Snow (10 episodios)
- Evan Peters como Kyle Spencer (11 episodios)
- Lily Rabe como Misty Day (10 episodios)
- Emma Roberts como Madison Montgomery (13 episodios)
- Denis O'Hare como Otis "Spalding" Van Wirt (10 episodios)
- Kathy Bates como Marie Delphine LaLaurie (10 episodios)
- Jessica Lange como Fiona Goode (13 episodios)

### Estrellas especiales invitadas
- Angela Bassett como Marie Laveau (12 episodios)
- Gabourey Sidibe como Queenie (12 episodios)
- Danny Huston como el Hachero de Nueva Orleans
- Patti LuPone como Joan Ramsey (4 episodios)
- Stevie Nicks como ella misma (La Bruja Blanca) (2 episodios)

### Personajes secundarios
- Jamie Brewer como Nan (8 episodios)
- Josh Hamilton como Hank Foxx (7 episodios)
- Lance Reddick como Papa Legba (3 episodios)
- Alexander Dreymon como Luke Ramsey (4 episodios)
- Alexandra Breckenridge como Kaylee
- Michael Cristofer como Harrison Renard
- Leslie Jordan como Quentin Fleming
- Robin Bartlett como Cecily Pambroke
- Mike Colter como Davis
- Riley Voelkel como Fiona (joven)
- Christine Ebersole como Anna Leigh Leighton
- Mare Winningham como Alicia Spencer
- Michelle Page como Myrtle Snow (joven)
- Grey Damon como Brener
- Ian Anthony Dale como el doctor David Zhong
- Lance E. Nichols como el detective Sánchez
- Grace Gummer como Millie
- Andrew Leeds como el doctor Dunphy
- Gavin Stenhouse como Billy
- P.J. Boudousqué como Jimmy
- Kyle Secor como Bill

### Personajes invitados
- Ameer Baraka como Bastien / El Minotauro
- Dana Gourrier como Chantal
- Raeden Greeg como Pauline LaLaurie
- Jennifer Lynn Warren como Borquita LaLaurie
- Ashlynn Ross como Marie Jeanne LaLaurie
- Scott Michael Jefferson como Louis LaLaurie
- James DuMont como el Dr. Morrison

## Episodios
| N.º en serie | N.º en temp. | Título                                 | Dirigido por        | Escrito por                | Fecha de emisión original | Código de prod. | Audiencia (millones) |
| --- | ------------ | -------------------------------------- | ------------------- | -------------------------- | ------------------------- | --------------- | -------------------- |
| 26 | 1            | «Bitchcraft»                           | Alfonso Gomez-Rejon | Ryan Murphy & Brad Falchuk | 9 de octubre de 2013      | 3ATS01          | 5,54                 |
| Zoe Benson se entera de que es descendiente de Salem luego de ocurrir un problema con su novio tras tener relaciones sexuales por primera vez. Ante el temor de que su hija se convierta en un peligro para los que la rodean, los padres de Zoe deciden enviarla a una escuela privada para muchachas en Nueva Orleans que enseña a jóvenes brujas cómo sobrevivir en el mundo moderno. Al llegar, se encuentra con sus compañeras: Madison Montgomery, una estrella de cine adolescente; Nan, una chica con síndrome de Down; y Queenie, una bruja descendiente de la línea afroamericana de las brujas de Salem. La escuela está dirigida por Cordelia Foxx. Luego que una joven bruja llamada Misty Day es quemada en la hoguera, la madre ausente y actual Suprema (bruja más poderosa de su generación), Fiona Goode, llega para asegurar la protección del aquelarre. Sin embargo, Fiona también tiene su propio objetivo: encontrar una manera de recuperar su juventud. Zoe y Madison asisten a una fiesta de una hermandad de la localidad que termina en tragedia luego que Madison fuera drogada y violada por varios integrantes de la hermandad. Luego, Zoe mata al último sobreviviente de la hermandad usando su poder. |              |                                        |                     |                            |                           |                 |                      |
| 27 | 2            | «Boy Parts»                            | Michael Rymer       | Tim Minear                 | 16 de octubre de 2013     | 3ATS02          | 4,51                 |
| Aún tratando de seguir siendo joven y hermosa, Fiona interroga a su nueva rehén: Madame Delphine LaLaurie. Delphine cuenta que hace 180 años atrás una sacerdotisa vudú llamada Marie Laveau le dio un elixir inmortal, mató a su familia, y la enterró viva. Con la esperanza de volverse inmortal, Fiona visita a Laveau, quien aún vive y trabaja en un salón de belleza. Fiona y Laveau crean una nueva rivalidad entre las brujas de Salem y los practicantes de vudú. Mientras tanto, Zoe y Madison deciden lanzar un hechizo de resurrección con el fin de traer de vuelta a Kyle a la vida, pero Kyle regresa como un monstruo asustado, enojado y solitario. En la escuela, Cordelia y su marido, Hank, tienen problemas para concebir a un niño, por lo que realizan un ritual de fertilidad. |              |                                        |                     |                            |                           |                 |                      |
| 28 | 3            | «The Replacements»                     | Alfonso Gomez-Rejon | James Wong                 | 23 de octubre de 2013     | 3ATS03          | 3,78                 |
| En 1971, una joven Fiona habla con la Suprema del aquelarre, Anna-Lee (Christine Ebersole), indicando que su tiempo se agota mientras ella está destinada a reemplazarla. Mientras los poderes de Fiona crecen, la salud y los poderes de la suprema se van deteriorando. Ansiosa de convertirse en la nueva Suprema, Fiona degüella a su mentora para reclamar su título. En la actualidad, una debilitada Fiona descubre que Madison ha ganado más poderes y por lo tanto concluye que ella es la siguiente Suprema. Después de que las dos vuelven de una salida en la noche, Fiona le dice a Madison que su salud se está deteriorando de cáncer y que está destinada a ser la nueva Suprema. Poco después trata de provocarla para que la mate, pero cuando Madison no la ataca, Fiona termina degollando a la joven estrella. Mientras tanto, Zoe visita a la angustiada madre de Kyle (Mare Winningham) y lleva a su reanimado hijo de regreso a su hogar. Poco después se descubre que la madre de Kyle solía abusar sexualmente de su propio hijo y se llega a creer que ella podría continuar con sus crímenes. Zoe posteriormente se asusta al descubrir que Kyle ha matado a su madre a golpes. Cordelia descubre por su médico que ella nunca podrá tener un bebé, debido a algo extraño en su análisis de sangre, similar a la de Fiona. Esperando que Laveau la ayude con un ritual de fertilidad, Cordelia en cambio es rechazada por ella debido a que es la hija de su nueva enemiga. Madame LaLaurie se ve obligada a ser la criada de las estudiantes, provocando tensión entre ella y Queenie (Gabourey Sidibe). |              |                                        |                     |                            |                           |                 |                      |
| 29 | 4            | «Fearful Pranks Ensue»                 | Michael Uppendahl   | Jennifer Salt              | 30 de octubre de 2013     | 3ATS04          | 3,71                 |
| Las decisiones de Fiona (del episodio anterior) causan conmoción en la comunidad con consecuencias nefastas. Al no poder percibir a Madison, Nan llama al Consejo de Brujería. El consejo visita la Academia en busca de respuestas. Fiona es acusada por Myrtle Snow (Frances Conroy) de haber asesinado a la antigua Suprema así como a su sucesora. Tras rescatar a Queenie del Minotauro enviado por Marie Laveu, Fiona contraataca, causando una grave tensión entre las brujas y el culto vudú de Laveau. |              |                                        |                     |                            |                           |                 |                      |
| 30 | 5            | «Burn, Witch. Burn!»                   | Jeremy Podeswa      | Jessica Sharzer            | 6 de noviembre de 2013    | 3ATS05          | 3,80                 |
| Marie Laveu envía un grupo de zombis hacia la casa, entre los que se encuentran las tres hijas de Madame LaLaurie. Entretanto, Fiona lleva a Cordelia al hospital tras el ataque con ácido que la dejará ciega y con el poder de ver los hechos pasados más recientes de una persona al simplemente tocarla. Los zombis son repelidos por Zoe, ante lo que Laveu afirma que "hay verdadero poder en la casa de las brujas". El Consejo de Brujería vuelve a acusar a Fiona, pero ella contraataca diciendo que Myrtle Snow es la responsable tanto del ataque a Cordelia como del asesinato de Madison (cuyo cadáver continúa en descomposición en el ático de Spalding). Ante las pruebas irrefutables (que Fiona manipuló con la ayuda de Queenie) Myrtle es condenada a la hoguera, para ser finalmente encontrada y revivida por Misty Day. |              |                                        |                     |                            |                           |                 |                      |
| 31 | 6            | «The Axeman Cometh»                    | Michael Uppendahl   | Doug Petrie                | 13 de noviembre de 2013   | 3ATS06          | 4,16                 |
| En 1919, un asesino de mujeres anda suelto en las calles de New Orleans. Las chicas de la mansión traman un plan para atraparlo, y terminan matándolo. En la actualidad, Fiona comienza a recibir terapia para su cáncer, descubriendo su nuevo don de leer las mentes. Mientras, en la mansión, Zoe revisa las cosas de Madison y encuentra una puerta secreta, donde hay varias fotografías de generaciones de brujas anteriores y una vieja tabla de ouija. La joven bruja junto a Queenie y Nan usan la tabla para comunicarse con el espíritu de Madison, pero contactan al Asesino del Hacha (The Axeman). Dejan la tabla por las advertencias de Queenie de no jugar con los espíritus. Cordelia vuelve a la mansión ayudada por Fiona y Hank, pero Cordelia descubre que este tuvo un amorío con el don que le otorgó el perder la vista. Zoe vuelve a usar la tabla y le promete al espíritu de The Axeman que si le dice dónde está Madison lo liberará. Al descubrir su cadáver, Spalding intenta atacarla, pero se defiende y las chicas lo atan, luego le preguntan si el mató a Madison, pero el mayordomo asume la culpa de lo ocurrido para proteger a Fiona. Mientras, Zoe lleva a Misty a la mansión para revivir a Madison . Llevan a Kyle a la mansión y reviven a Madison, quien no recuerda quien la mató. El fantasma de The Axeman se le aparece a Cordelia e intenta asesinarla, pero Zoe hace un conjuro que lo libera de la mansión. Este llega a un bar donde se encuentra Fiona y ambos comienzan a coquetearse. |              |                                        |                     |                            |                           |                 |                      |
| 32 | 7            | «The Dead»                             | Bradley Buecker     | Brad Falchuk               | 20 de noviembre de 2013   | 3ATS07          | 4,00                 |
| Mientras Madison se vuelve a acostumbrar a vivir, es encontrada por Cordelia, quien descubre que Fiona asesinó a la joven. Fiona y El Hombre del Hacha tienen una cita y terminan teniendo sexo. Zoe descubre a Kyle teniendo sexo con Madison. Cordelia cree que Zoe es la nueva Suprema y le propone matar a Fiona. Queenie y Madame LaLaurie tienen una charla que las une más, pero la bruja no se siente bien en el aquelarre, por lo que visita a Marie Laveau y esta le propone aceptar a la bruja en el clan vudú si le entrega a LaLaurie. Zoe averiguará si lo que dice Cordelia es verdad. Le devuelve a Spalding su lengua hechizada por Myrtle Snow y lo interroga sobre la muerte de Madison, por lo que confiesa que Fiona es la asesina, desmintiendo de esa manera sus sospechas. Poco después las brujas asesinan a Spalding. Madison le propone a Zoe compartir a Kyle, por lo que los tres comienzan una relación de poligamia. Queenie entrega a LaLaurie a Laveau, quien la enjaula para torturarla. |              |                                        |                     |                            |                           |                 |                      |
| 33 | 8            | «The Sacred Taking»                    | Alfonso Gomez-Rejon | Ryan Murphy                | 4 de diciembre de 2013    | 3ATS08          | 4,07                 |
| Temiendo por sus vidas Misty y una resucitada Myrtle llegan al aquelarre para escapar de un cazador de brujas. Cordelia, Zoe, Nan, Madison, Misty y Myrtle idean un plan para matar a Fiona, quien esta preocupada de que su cáncer está afectando su vida amorosa. La pregunta de quién será la nueva suprema se levanta. Capturada, Delphine es torturada por una vengativa Marie Laveau. Su cabeza, aún con vida, es entregada en una caja en la Academia de las brujas. |              |                                        |                     |                            |                           |                 |                      |
| 34 | 9            | «Head»                                 | Howard Deutch       | Tim Minear                 | 11 de diciembre de 2013   | 3ATS09          | 3,94                 |
| Marie se burla de la oferta de Fiona de una alianza, pero luego debe reconsiderarla cuando Hank, el cazador de brujas, vuelve su atención a la tribu vudú, ocasionando una masacre. Myrtle obtiene su venganza sobre el Consejo que la traicionó, y al mismo tiempo le devuelve la vista a Cordelia pero la despoja del poder que la ceguera le había dado. Queenie intenta forzar a Delphine para apreciar la herencia africana. La telepatía de Nan le permite a un malherido Luke revelar un secreto de la familia Ramsey y es por esto que su madre termina por matarlo asfixiándolo. |              |                                        |                     |                            |                           |                 |                      |
| 35 | 10           | «The Magical Delights of Stevie Nicks» | Alfonso Gómez-Rejón | James Wong                 | 8 de enero de 2014        | 3ATS10          | 3,49                 |
| Marie y Fiona forman una alianza, con el fin de protegerse de los cazadores de brujas. Nan y Zoe van a la casa de la madre de Luke para preguntar por su cuerpo y ofrecer condolencias, al enterarse de que fue quemado Nan asesina a la madre de Luke obligándola a beber Cloro. Fiona intenta demostrar a Misty que pueden disfrutar de las cosas maravillosas de la Supremacía al presentarle a Stevie Nicks con ella. Madison intenta hacer que Misty dude de ella misma diciéndole lo malo que es ser suprema, al ver que esta no cae en su trampa decide encerrarla en un ataúd. También se revela cómo Marie sigue siendo hermosa y viva después de tantos años, años atrás había hecho un pacto con un demonio africano, el costo era regresar cada año por un alma inocente. Cuando Fiona intenta hacer el mismo pacto se entera de que ella no tiene alma. El demonio aparece para hacer el cobro del alma, Marie y Fiona ahogan a Nan como ofrenda. |              |                                        |                     |                            |                           |                 |                      |
| 36 | 11           | «Protect the Coven»                    | Bradley Buecker     | Jennifer Salt              | 15 de enero de 2014       | 3ATS11          | 3,46                 |
| Madame LaLaurie se traslada a Nueva Orleans solo para descubrir su atracción impactante a la sangre y la tortura. Marie y Fiona tienen un enfrentamiento mortal con Delphi Trust, mientras que Cordelia sigue tratando de devolverse el poder que le dio la ceguera curada antes por Myrtle, se apuñala los ojos con tal de devolverse la visión pasada por el bien del aquelarre. Zoe decide escapar con Kyle después de que las otras chicas se obsesionaron con ser la nueva suprema. Mientras tanto, Madison no acepta el hecho de que Kyle esté enamorado de Zoe. |              |                                        |                     |                            |                           |                 |                      |
| 37 | 12           | «Go to Hell»                           | Alfonso Gómez-Rejón | Jessica Sharzer            | 22 de enero de 2014       | 3ATS12          | 4,24                 |
| Fiona habla con Queenie de las siete maravillas dándole a conocer que ella realizará estas mismas en unos días. Queenie va a la antigua casa de Madame Lalaurie y descubre que ella se convirtió en la nueva guía turística de esta misma distorsionando la maléfica historia de torturas para conveniencia propia, Queenie la asesina. Cordelia descubre que al apuñalarse los ojos se le devolvió su poder pero con más intensidad, al tocar los objetos de una persona se puede ver múltiples cosas acerca de ella, con este don intensificado descubre donde está Misty y va con Queenie a su rescate, al llegar la encuentran muerta pero Queenie la resucita con un hechizo de resurgimiento. Cordelia también descubre que Fiona podría ponerle fin al aquelarre gracias a una visión al tocar el collar de Fiona. más tarde Cordelia va a advertirle al amante de su madre que no crea en esta.Zoe y Kyle vuelven al colegio para presenciar como Misty trata de asesinar a Madison por lo que le hizo, la confrontación es detenida por el hachero quien trata de matarlas y descubren entonces que el asesinó a Fiona al enfrentarla con la advertencia de Cordelia, todas lo asesinan. La búsqueda de Queenie lleva a Marie Laveau y a Madame Lalaurie al infierno. |              |                                        |                     |                            |                           |                 |                      |
| 38 | 13           | «The Seven Wonders»                    | Alfonso Gómez-Rejón | Douglas Petrie             | 29 de enero de 2014       | 3ATS13          | 4,24                 |
| Cordelia y Myrtle alistan a las chicas para las Siete Maravillas y advierten y temen una muerte muy posible.Durante la prueba de telequinesis, Misty tiene dificultades pero logra llegar a la prueba del Concilium. Todas las chicas pasan con facilidad las 2 primeras pruebas pero durante el Descensum, Misty muestra debilidad y queda atrapada en el infierno.Luego era tiempo para las chicas de teleportarse y esta prueba también fue fácil, pero Zoe murió teleportándose encima de la reja de la academia. Queenie falla el Vitalum Vitalis y ahora solo Cordelia puede combatir a una evidente suprema: Madison. Cordelia pasa 5 pruebas y vence a Madison en la Adivinación. Furiosa, Madison sube a empacar para dejar la casa pero es asesinada por Kyle mientras Zoe es revivida por Cordelia, quedando esta última como la Nueva Suprema. Fiona regresa y revela que no fue asesinada por el hombre del hacha, ya acabada por el Cáncer finalmente muere en los brazos de su hija y es condenada a vivir la eternidad en el infierno con el hombre del hacha,pagando por sus crímenes . Tiempo después, se muestra a Cordelia siendo entrevistada para la televisión, en un intento por deshacer el tabú hacia las brujas, y la apertura del colegio a muchas nuevas jóvenes brujas que tras descubrir sus talentos se acercan a la casa. Zoe y Queenie quedan como las ayudantes de la Suprema y Directora Cordelia, y Kyle como el nuevo mayordomo de la mansión. ---- Ryan Murphy mencionó que en este episodio ocultó una pista sobre lo que trataría la siguiente temporada, del mismo modo como lo ha venido haciendo en las temporadas anteriores. La pista se encontraba en la escena donde Misty queda atrapada en el infierno, allí los niños la molestan diciéndole "Freak" (Fenómeno) haciendo alusión a lo que sería "Freak Show". |              |                                        |                     |                            |                           |                 |                      |

## Producción

### Desarrollo
En enero de 2013 el creador de la serie, Ryan Murphy, insinuó que una pista sobre la tercera temporada podría estar escondida en el décimo episodio de la segunda temporada. En una entrevista posterior, donde se debatía el episodio, manifestó: "Sentí como que para la tercera temporada quería algo con un poco de más 'encanto diabólico'. Sólo algo con un poco más de... Una de las cosas que más extrañé esta temporada fue la historia de Romeo y Julieta de Violet y Tate [de la primera temporada]. Quería algo como eso otra vez y eso estamos haciendo en la tercera temporada. Y estamos considerando rodar el show en un lugar diferente. Estamos considerando rodarla en un lugar del país donde haya ocurrido un verdadero horror." En una entrevista posterior, Murphy añadió que el periodo de tiempo para la temporada será la época actual. También manifestó que tendrá lugar en múltiples localizaciones. Una de los miembros de la tercera temporada, la actriz Frances Conroy ha comentado que, aunque no ha visto ninguno de los guiones, la trama se desarrollara en Nueva Orleans.
El productor ejecutivo Tim Minear ha declarado que, el tono de la temporada será más ligero con mucho más humor, los temas globales serán "la opresión de las minoridades en toda raza, y que con esa idea, los grupos de minoridades se persiguen mutuamente y hacen el trabajo de su cultura." También comento, "Hay un tema feminista muy fuerte que corre a través de Coven, hay temas de razas y opresión, y temas de familias — especialmente madres e hijas."

### Temporada futura
El 30 de octubre de 2016, Ryan Murphy confirmó que una futura temporada de la serie habrá una continuación/un regreso de la tercera temporada, Coven. Murphy confirmó que esto no es el tema de la séptima temporada, pero en una temporada próxima. Además él confirmó que el personaje de Lady Gaga, Scathach de American Horror Story: Roanoke, es la primera Suprema. Después ha confirmado que habrá un crossover que continuará las historias de Coven y Murder House, mezclando los argumentos, temas y personajes.

### Elenco
Los productores ejecutivos y co creadores de la serie Ryan Murphy y Brad Falchuk han declarado que como en la segunda temporada, "muchos actores" regresaran en la tercera temporada con diferentes papeles. Jessica Lange, Evan Peters y Sarah Paulson están confirmados para regresar. Murphy agregó que Lange interpretará a una "muy encantadora mujer de gatos." Paulson comentó en una entrevista: "En la siguiente temporada, mi personaje definitivamente será diferente. Básicamente, ella va a lucir diferente, y mi relación con Lange va a ser bastante diferente esta vez. Al principio de la temporada pasada, nadie supo que Lana sería la heroína, por lo que es probable que al final termine siendo la mala este año. Por ahora, habrá algunos aspectos de Lana Winters en mi personaje, pero no estoy del todo segura. Taissa Farmiga, que interpretó a una protagonista en la primera temporada, co estelarizará la serie como un personaje que está involucrado en un romance durante la tercera temporada. Farmiga comento: “Estoy muy entusiasmada de regresar, eso puedo decirles. Estoy buscando trabajar con el elenco de nuevo, no los he visto como en un año y medio. [la temporada] va a ser bastante asombrosa.” Lily Rabe también ha sido contratada para ser una protagonista en la tercera entrega: “Todo lo que Rabe puede decir es que su alter ego será 1) ‘nada como Nora o Mary Eunice de las primeras dos temporadas’ y 2) ella definitivamente estará trabajando con Kathy Bates. ‘Soy su fan,’ comento la actriz. ‘No puedo esperar.’ dijo a TV line. Frances Conroy también volverá en la temporada bajo un papel desconocido. La actriz ganadora del Oscar, Kathy Bates, también ha sido reclutada para co estelarizar en la tercera temporada. Interpretará a una mujer, que al principio, es la mejor amiga del personaje de Lange, pero que se convertirá en su peor enemiga. Murphy ha declarado que el personaje de Bates será "cinco veces peor que [Annie Wilkies] de Misery" y que también está inspirada en un "evento real". En abril de 2013, se anunció que la nominada al Oscar, Gabourey Sidibe, se uniría al elenco.
El 13 de mayo de 2013, Murphy anunció en su cuenta de Twitter que la nominada al Oscar, Angela Bassett, y las dos veces ganadora de los premios Tony, Patti LuPone, se han unido al elenco. En una entrevista en junio de 2013, LuPone comentó que su personaje no sería una bruja, pero "la personificación de lo estrictamente religioso, 'como Piper Laurie en Carrie.'" También se anunció en mayo de 2013 que Emma Roberts ha sido incluida en el elenco. Roberts interpretará a Madison, una “chica egocéntrica fiestera” y aparecerá al menos en 9 episodios.
En julio de 2013 SpoilerTV.com anunció que Jessica Lange interpretaría a Gwen, quien sería presentada en el presente y el pasado y que Frances Conroy podría interpretar un personaje llamado Ruth, quien también será presentada en el presente y el pasado. El 12 de julio de 2013, Angela Bassett confirmó que interpretaría a una sacerdotisa vudú, basada en Marie Laveau. Dos semanas después, Evan Peters comentó a Huffington Post: "Estoy emocionado. Creo que va a ser muy aterrador, mucho más aterrador que la temporada pasada, y será divertida. Va a ser muy divertido de filmar. Estoy recargado y listo para esta ronda. Sólo sé que estaré trabajando con Taissa Farmiga de nuevo. Kathy Bates estará en esta temporada, Jessica Lange volvió, Sarah Paulson volvió y tiene lugar en Nueva Orleans...Estoy asustado, pero emocionado."
En agosto de 2013, Ryan Murphy anunció que la actriz Christine Ebersole se unió al elenco como una "Bruja Buena tipo gal". En una entrevista ocurrida el 23 de agosto, Jessica Lange reveló que Mare Winningham se unió al elenco. El 28 de agosto, Leslie Jordan anunció su integración al elenco. En septiembre de 2013, Alexander Dreymon fue contratado para un papel descrito como "el apuesto hombre que se muda al lado de la academia."

### Filmación
La fotografía principal para la temporada comenzó el 23 de julio de 2013, en múltiples localizaciones, una de ellas en Nueva Orleans, Luisiana.